# Oddvar Brå
Oddvar Brå (Hølonda, 16 marzo 1951) è un ex fondista norvegese.

## Biografia
Nato a Hølonda, comune in seguito accorpato a Melhus, ha vinto 16 campionati nazionali.
In carriera ha preso parte a cinque edizioni dei Giochi olimpici invernali, Sapporo 1972 (9° nella 15 km, 2° nella staffetta), Innsbruck 1976 (19° nella 30 km, non conclude la 50 km), Lake Placid 1980 (9° nella 15 km, 12° nella 30 km, 7° nella 50 km, 2° nella staffetta), Sarajevo 1984 (32° nella 30 km) e Calgary 1988 (4° nella 15 km, 6° nella staffetta), e a cinque dei Campionati mondiali, vincendo quattro medaglie.
In Coppa del Mondo ottenne il primo risultato di rilievo, nonché unica vittoria, il 7 marzo 1982 nella 50 km di Lahti.

## Palmarès

### Olimpiadi
- 2 medaglie, valide anche ai fini iridati:
  - 2 argenti (staffetta a Sapporo 1972; staffetta a Lake Placid 1980)

### Mondiali
- 4 medaglie, oltre a quelle conquistate in sede olimpica e valide anche ai fini iridati:
  - 2 ori (15 km[1], staffetta a Oslo 1982)
  - 2 bronzi (staffetta a Falun 1974; staffetta a Lahti 1978)

### Coppa del Mondo
- Miglior piazzamento in classifica generale: 5º nel 1982
- 3 podi (individuali[2]), oltre a quello conquistato in sede iridata e valido ai fini della Coppa del Mondo:
  - 1 vittoria
  - 1 secondo posto
  - 1 terzo posto

#### Coppa del Mondo - vittorie
| Data         | Luogo | Paese     | Disciplina |
| ------------ | ----- | --------- | ---------- |
| 7 marzo 1982 | Lahti | Finlandia | 50 km      |

### Campionati norvegesi
- 16 ori[senza fonte]

## Riconoscimenti
Nel 1975 fu insignito, assieme a Gerhard Grimmer e Ivar Formo, della Medaglia Holmenkollen.